# انریکه یوپیس
انریکه یوپیس (اسپانیایی: Enrique Llopis‎؛ زادهٔ ۱۵ اکتبر ۲۰۰۰) دونده دو با مانع اهل اسپانیا است.